# Кокшаровський
Кокша́ровський (рос. Кокшаровский) — селище у складі Комишловського району Свердловської області. Входить до складу Обуховського сільського поселення.
Населення — 52 особи (2010, 76 у 2002).
Національний склад станом на 2002 рік: росіяни — 100 %.